# Eccellenza Umbria 2009-2010
Il campionato italiano di calcio di Eccellenza regionale 2009-2010 è il diciannovesimo organizzato in Italia. Rappresenta il sesto livello del calcio italiano ed il maggiore in ambito regionale.
Questo è il girone unico organizzato dal Comitato Regionale dell'Umbria.

## Stagione

### Aggiornamenti
Fusioni:
- Torgiano e Grifo Sant'Angelo Pontenuovo in Grifoponte Torgiano.
- Gabelletta (Eccellenza Umbria), Arrone (Serie D girone E) e Virgilio Maroso (Prima Categoria Umbria girone C) in Sporting Terni (Serie D),

Trasferimento di titolo sportivo:
- da Torgiano (Eccellenza Umbria) a Pretola (retrocessa in Prima Categoria Umbria) che assume la denominazione di Vis Pretola (Eccellenza Umbria).

## Squadre partecipanti
| Squadra              | Città (provincia)                  | Stagione 2008-09                                       |
| -------------------- | ---------------------------------- | ------------------------------------------------------ |
| A.M. 98              | Acquasparta (TR)                   | 2° in Promozione Umbria/B, ripescata                   |
| Bastia               | Bastia Umbra (PG)                  | 4° in Eccellenza Umbria                                |
| Campitello           | Terni                              | 4° in Promozione Umbria/B, promosso dopo play off      |
| Cannara              | Cannara (PG)                       | 9° in Eccellenza Umbria                                |
| Città di Castello    | Città di Castello (PG)             | 8° in Eccellenza Umbria                                |
| Clitunno             | Campello sul Clitunno (PG)         | 1° in Promozione Umbria/B, promossa                    |
| Grifoponte Torgiano  | Torgiano (PG)                      | 11° in Eccellenza Umbria                               |
| Gualdo               | Gualdo Tadino (PG)                 | 10° in Eccellenza Umbria                               |
| Julia Spello         | Spello (PG)                        | 13° in Promozione Umbria/B, ripescata                  |
| Narnese              | Narni (TR)                         | 6° in Eccellenza Umbria                                |
| Nestor               | Marsciano (PG)                     | 5° in Promozione Umbria/B, ripescata                   |
| Nocera Umbra         | Nocera Umbra (PG)                  | 3° in Promozione Umbria/A, promosso dopo play off      |
| San Marco Juventina  | San Marco di Perugia               | 10° in Promozione Umbria/A, ripescata                  |
| Trestina             | Trestina di Città di Castello (PG) | 5° in Eccellenza Umbria                                |
| Todi                 | Todi (PG)                          | 3° in Eccellenza Umbria                                |
| Vis Casa del Diavolo | Casa del Diavolo di Perugia        | 1° in Promozione Umbria/A, promossa                    |
| Vis Pretola          | Pretola di Perugia                 | 13° in Promozione Umbria/A, retrocessa dopo i play out |
| Voluntas Spoleto     | Spoleto (PG)                       | 14° in Eccellenza Umbria, salva dopo i play out        |

## Classifica finale
|  | Pos. | Squadra              | Pt | G  | V  | N  | P  | GF | GS | DR  |
|  | ---- | -------------------- | -- | -- | -- | -- | -- | -- | -- | --- |
|  | 1.   | Todi                 | 78 | 34 | 23 | 9  | 2  | 64 | 25 | +39 |
|  | 2.   | Trestina             | 75 | 34 | 22 | 9  | 3  | 57 | 21 | +36 |
|  | 3.   | Voluntas Spoleto     | 61 | 34 | 17 | 10 | 7  | 48 | 27 | +21 |
|  | 4.   | Nocera Umbra         | 58 | 34 | 16 | 10 | 8  | 37 | 28 | +9  |
|  | 5.   | Bastia               | 55 | 34 | 15 | 10 | 9  | 37 | 26 | +11 |
|  | 6.   | Narnese              | 53 | 34 | 13 | 14 | 7  | 49 | 36 | +13 |
|  | 7.   | Nestor               | 49 | 34 | 12 | 13 | 9  | 43 | 40 | +3  |
|  | 8.   | Grifoponte Torgiano  | 47 | 34 | 12 | 11 | 11 | 44 | 37 | +7  |
|  | 9.   | Gualdo               | 46 | 34 | 11 | 13 | 10 | 43 | 40 | +3  |
|  | 10.  | A.M. 98              | 46 | 34 | 13 | 7  | 14 | 42 | 44 | -2  |
|  | 11.  | Città di Castello    | 46 | 34 | 11 | 13 | 10 | 30 | 33 | -3  |
|  | 12.  | Vis Casa del Diavolo | 43 | 34 | 11 | 10 | 13 | 30 | 28 | +2  |
|  | 13.  | Clitunno             | 43 | 34 | 12 | 7  | 15 | 44 | 52 | -8  |
|  | 14.  | Campitello           | 35 | 34 | 10 | 5  | 19 | 35 | 43 | -8  |
|  | 15.  | San Marco Juventina  | 34 | 34 | 9  | 7  | 18 | 24 | 46 | -22 |
|  | 16.  | Cannara              | 30 | 34 | 7  | 9  | 18 | 29 | 50 | -21 |
|  | 17.  | Julia Spello         | 25 | 34 | 7  | 4  | 23 | 25 | 57 | -32 |
|  | 18.  | Vis Pretola (-1)     | 9  | 34 | 1  | 7  | 26 | 13 | 61 | -48 |

Legenda:

      Promossa in Serie D 2010-2011.
      Ammessa ai play-off nazionali.
 Ammesse ai play-off o ai play-out.
      Retrocessa in Promozione Umbria 2010-2011.
Regolamento:

Tre punti a vittoria, uno a pareggio, zero a sconfitta.
In caso di arrivo a pari punti fra due squadre per attribuire il 1º posto (promozione diretta), il 17º posto (retrocessione diretta), il 5º posto (ultimo utile per i play-off) ed il 13º posto (primo utile per i play-out) si effettua una gara di spareggio in campo neutro.
In caso di arrivo di due o più squadre a pari punti, la graduatoria verrà stilata secondo la classifica avulsa tra le squadre interessate, che prevede in ordine i seguenti criteri: 
- Punti negli scontri diretti
- Differenza reti negli scontri diretti
- Differenza reti generale
- Reti realizzate in generale
- Sorteggio

Note:

La Voluntas Spoleto è stata poi ripescata in Serie D.
Vis Casa del Diavolo salva dopo aver vinto in campo neutro lo spareggio per il 12º posto contro la Clitunno, che in seguito alla sconfitta è stata costretta a disputare i play out.
Il Cannara è stato successivamente riammesso (in quanto finalista dei play out), dopo che in Serie D non si sono verificate retrocessioni di società umbre.
La Vis Pretola è stata sanzionata con 1 punto di penalizzazione per una rinuncia.

## Spareggi

### Spareggio 12º posto
|                      | Risultati     |          | Luogo e data                       |
| -------------------- | ------------- | -------- | ---------------------------------- |
| Vis Casa del Diavolo | 0-0 (8-7 dtr) | Clitunno | Ponte San Giovanni, 25 aprile 2010 |
|                      |               |          |                                    |

### Play-off

#### Tabellone
|  | Semifinali | Semifinali       | Semifinali | Semifinali | Semifinali |  |  | Finale           | Finale           | Finale |  |
|  |            |                  |            |            |            |  |  |                  |                  |        |  |
|  | 5          | Bastia           | 2          | 0          | 2          |  |  |                  |                  |        |  |
|  | 2          | Trestina         | 1          | 2          | 3          |  |  | Trestina         | Trestina         | 0      |  |
|  | 4          | Nocera Umbra     | 0          | 0          | 0          |  |  | Voluntas Spoleto | Voluntas Spoleto | 3      |  |
|  | 3          | Voluntas Spoleto | 0          | 1          | 1          |  |  |                  |                  |        |  |

#### Semifinali
|                  | Risultati |                  | Luogo e data                 |
| ---------------- | --------- | ---------------- | ---------------------------- |
| Bastia           | 2-1       | Trestina         | Bastia Umbra, 25 aprile 2010 |
| Trestina         | 2-0       | Bastia           | Trestina, 2 maggio 2010      |
|                  |           |                  |                              |
| Nocera Umbra     | 0-0       | Voluntas Spoleto | Nocera Umbra, 25 aprile 2010 |
| Voluntas Spoleto | 1-0       | Nocera Umbra     | Spoleto, 2 maggio 2010       |
|                  |           |                  |                              |

#### Finale
|          | Risultati |                  | Luogo e data          |
| -------- | --------- | ---------------- | --------------------- |
| Trestina | 0-3       | Voluntas Spoleto | Deruta, 9 maggio 2010 |
|          |           |                  |                       |

### Play-out

#### Tabellone
|  | Semifinali | Semifinali    | Semifinali | Semifinali | Semifinali |  |  | Finale              | Finale              | Finale |  |
|  |            |               |            |            |            |  |  |                     |                     |        |  |
|  | 16         | Cannara       | 2          | 2          | 4          |  |  |                     |                     |        |  |
|  | 13         | Clitunno      | 2          | 0          | 2          |  |  | S.M.Juventina (dts) | S.M.Juventina (dts) | 2      |  |
|  | 15         | S.M.Juventina | 3          | 1          | 4          |  |  | Cannara             | Cannara             | 2      |  |
|  | 14         | Campitello    | 1          | 2          | 3          |  |  |                     |                     |        |  |

#### Semifinali
|                     | Risultati |                     | Luogo e data                         |
| ------------------- | --------- | ------------------- | ------------------------------------ |
| Cannara             | 2-2       | Clitunno            | Cannara, 2 maggio 2010               |
| Clitunno            | 0-2       | Cannara             | Campello sul Clitunno, 9 maggio 2010 |
|                     |           |                     |                                      |
| San Marco Juventina | 3-1       | Campitello          | Perugia, 2 maggio 2010               |
| Campitello          | 2-1       | San Marco Juventina | Terni, 9 maggio 2010                 |
|                     |           |                     |                                      |

#### Finale
|                     | Risultati |         | Luogo e data              |
| ------------------- | --------- | ------- | ------------------------- |
| San Marco Juventina | 2-2 (dts) | Cannara | Marsciano, 16 maggio 2009 |
|                     |           |         |                           |